# نویرید
نویرید (به آلمانی: Neuried, Bavaria) یک شهر در آلمان است که در منطقه مونیخ واقع شده‌است.

## خصوصیات
نویرید ۹٫۶۳ کیلومترمربع مساحت دارد ۵۵۹ متر بالاتر از سطح دریا واقع شده‌است.